# أتيليو مسري
أتيليو مسري (بالإيطالية: Attilio Maseri)‏ (و. 1935  م) هو طبيب، من إيطاليا، ولد في أوديني.

## جوائز
حصل على جوائز منها:
- الجائزة العلمية لمؤسسة ليفولون-ديلالاند [الإنجليزية]‏ (2004)
- جائزة الملك فيصل العالمية في الطب (1992)[3]
- وسام القديس غريغوريوس من رتبة فارس قائد.